# Alexandru Tomescu
Alexandru Tomescu (n. 15 septembrie 1976, București, România) este un violonist român, câștigător al numeroase premii naționale și internaționale la festivalurile de muzică clasică. De la debutul său din 1985, a susținut peste 200 de concerte și recitaluri în 26 de țări (Franța, Olanda, Japonia). Pentru măiestria lui, i-a fost acordat de către statul român privilegiul de a cânta pe vioara Stradivarius care fusese anterior în posesia muzicianului Ion Voicu.
Este nepotul poetului Lucian Avramescu.

## Biografie artistică
Debutează la 9 ani, ca solist al Orchestrei Simfonice din Constanța și efectuează primul turneu în străinătate, în Germania și Austria.
Preocuparea sa pentru muzica de cameră îl determină ca în 2003, împreună cu pianistul Horia Mihail și violoncelistul Răzvan Suma să formeze „Romanian Piano Trio”, formație deja cunoscută melomanilor din România, prin aparițiile sale în diverse festivaluri din România și din străinătate, precum și prin turneele MusicON organizate în premieră națională.
În septembrie 2007 Alexandru Tomescu a câștigat dreptul de a cânta la faimoasa vioară Stradivarius Elder-Voicu 1702 pentru o perioadă de cinci ani. Vioara  Stradivarius Elder, folosită timp de patru decenii de maestrul Ion Voicu, este considerată a fi unul din cele mai bine conservate instrumente Stradivarius.
Pe 10 aprilie 2009 a concertat, timp de o jumătate de oră, în stația de metrou „Piața Victoriei”, îmbrăcat în haine modeste. Efectul muzicii de calitate asupra bucureștenilor care se aflau la o oră cu trafic de vârf în stația de metrou a fost neașteptat. Zeci de oameni s-au oprit din drum, cu riscul de a întârzia la serviciu, doar pentru a asculta câteva acorduri din "recitalul" lui Tomescu și pentru a pune o bancnotă în cutia așezată în fața interpretului. Muzicianul a strâns de la călători peste trei milioane de lei vechi.

## Curriculum Vitae

### Studii
- 2001 - École Superieure de Musique, Sion, Elveția - Profesor Tibor Varga
- 2000 - Southern Methodist University, Dallas, Texas - Profesor Edward Schmieder
- 1995 – 1999 - Conservatorul din București  - Profesor Ștefan Gheorghiu
- 1983 – 1995 - Liceul de Muzică “George Enescu”, București - Profesor Mihaela Tomescu

### Concursuri internaționale
- 1999

Premiul I  Concursul internațional “George Enescu”, București  - România
Premiul II “Yehudi Menuhin” – Concursul “M. Long-J. Thibaud” Paris – Franța
Premiul special SACEM pentru cel mai bun recital - ‘M. Long-J. Thibaud’  Paris – Franța 
- 1997

Premiul II “Tibor Varga”, Sion - Elveția
Premiul IV “Pablo Sarasate”, Pamplona - Spania
Premiul III International Music Competition - Viena, Austria
- 1995

Premiul I - Phenian, Coreea de Nord
Premiul I “Jeunesses Musicales”, București - România
Premiul II (premiul I nu s-a acordat) “Niccolo Paganini”, Genova - Italia
- 1994

Premiul I  - Brașov, România 
- 1993

Premiul I  “Kloster Schöntal”, Schöntal - Germania 
- 1991

Medalia UNICEF – Parma, Italia 
- 1990

Premiul I si marele premiu – titlul de laureat “J.Kocian” Republica Cehă
- 1989

Premiul “Rudolf Neudörfer” – Berlin, Germania 
- 1988

Premiul I absolut “Rovere d’oro”,  San Bartolomeo - Italia 
- 1984

Premiul I absolut “Citta di Stresa”,  Stresa - Italia

### Concerte și recitaluri
Albania, Anglia, Austria, Bulgaria, Cipru, Coreea de Nord, Coreea de Sud, Costa Rica, Elveția, Filipine, Finlanda, Franța, Germania, Israel, Italia, Japonia, Macedonia, Olanda, Republica Cehă, Republica  Moldova, Polonia, România, Rusia, Turcia, Ucraina, Ungaria, S.U.A.

### Concerte cu dirijori renumiți
- Horia Andreescu
- Alexandru Ganea
- Garry Bertini
- Philippe Entremont
- Eduard Schmieder
- Christoph Eschenbach
- Kurt Masur
- Jin Wang

### Concerte în săli celebre
- Carnegie Zankel Hall, New York
- Walt Disney Concert Hall, Los Angeles
- Sejong Theater, Seoul, Coreea de Sud
- Concertgebouw Amsterdam, Olanda
- Théâtre des Champs Élysées, Paris, Franța
- Théâtre Châtelet, Paris, Franța
- Berliner Philharmoniker, Berlin, Germania
- Sala mare a Conservatorului din Moscova, Rusia
- Metropolitan Art Center, Tokio, Japonia
- Cultural Center of the Philippines, Manila, Filipine
- Cerritos Arts Center, Los Angeles, SUA

### Înregistrări Radio și TV
Anglia, Franța, Elveția, Germania, Italia, Japonia, Olanda, Polonia, România, SUA.

### Înregistrări CD
- Stradivari-Obsessions (Integrala Sonatelor de Eugène Ysaÿe)
- Ad Libitum Primus (Haydn, Beethoven, Sibelius)
- 24/24 DVD&CD (Integrala Capriciilor de Niccolò Paganini)
- “Simply Mozart by Alexandru Tomescu” cu Orchestra Națională Radio – dirijor Horia Andreescu ( Integrala Concertelor pentru vioară și orchestra de Wolfgang Amadeus Mozart);
- Romantic Stradivarius, împreună cu pianistul Horia Mihail (lucrări de Johannes Brahms, Robert Schumann și Edvard Grieg)
- Stradivarius Virtuoso, împreună cu pianistul Horia Mihail (cu lucrări de Henryk Wieniawski, Pablo de Sarasate, Piotr Ilici Ceaikovski etc.)
- Stradivarius encore, cu pianistul Horia Mihail (lucrări de Ciprian Porumbescu, Fritz Kreisler, Jules Massenet, Dumitru Capoianu etc.)
- Romanian Piano Trio, împreună cu Horia Mihail și Răzvan Suma (Robert Schumann, Wolfgang Amadeus Mozart)
- National Radio Orchestra concert tour in Hague (Max Bruch)
- National Radio Orchestra concert tour in Brussels (Felix Mendelssohn Mendelssohn)
- Laureates Festival in Los Angeles (Georg Friederich Haendel,Eugène Ysaÿe, George Enescu)
- Alexandru Tomescu at Moscow - Great Hall of Tchaikovsky Conservatory (Niccolò Paganini, Felix Mendelssohn)
- Concours International Long-Thibaud – violon 1999, cu pianista Gwenaelle Cochevelou (Robert Schumann Fantezia op. 131 în Do major)
- Premio Paganini 1995&1996 (după Concursul Paganini de la Genova)